# Maxime Loïc Feudjou
Maxime Loïc Feudjou Nguegang (Douala, 1992. április 14. –) kameruni válogatott labdarúgó, jelenleg a Coton Sport játékosa. Posztját tekintve kapus.